# Josiane Balasko
Josiane Balasko (de verdadero nombre Josiane Balasković; París, 15 de abril de 1950) es una actriz, directora de cine, guionista, novelista, escritora de diálogos y encargada de vestuario francesa. Es una de los miembros de la banda Splendid. Es madre de la actriz Marilou Berry.

## Biografía
Su familia es bosnia, es hija de Fernande e Ivan Balasković. Creció en un ambiente modesto en el bar de la familia. Tras la muerte de su padre, cuando ella tenía 14 años, la joven Josiane fue criada por su madre y su abuela. 
Antes de unirse a Le Splendid, participó en los cursos de Tania Balachova. Actuó en su juventud en papeles de antisex-simbol. En la troupe del Splendid, se encuentra con Marie-Anne Chazel, Miou-Miou, Coluche y Lhermite. Se dedicó a los papeles de criadas con problemas o feíllas. 
A nivel internacional, fue más conocida por su papel de lesbiana en Felpudo maldito con Alain Chabat en 1995. Fue recompensada con el César al mejor guion en 1996 (compartido con Telsche Boorman y Patrick Aubrée). También fue nominada en la categoría «mejor directora» y «mejor película».
Las otras nominaciones para los César en la categoría «mejor actriz» son por Trop belle pour toi (1989), Tout le monde n'a pas eu la chance d'avoir des parents communistes (1993), Cette femme-là (2003).
Es miembro de Enfoirés (la asociación caritativa fundada por Coluche).
Ayuda, junto a Carole Bouquet, a las familias africanas de la calle de la Banque en París.
En las películas Ma vie est un enfer y L'ex-femme de ma vie, bromea sobre el psicoanálisis (y de los psicoanalistas).
Está particularmente involucrada en el tema del derecho a la vivienda.y apoya públicamente al Partido Comunista. También apoya el movimiento de los chalecos amarillos.

## Vida privada
Divorciada de Philippe Berry en 1999, se volvió a casar con George Aguilar en 2003, a quien conoció en el plató de Fils du Français (1999). Bruno Moynot fue el compañero de Josiane durante muchos años.

## Filmografía
Como actriz
- 1973: L'Agression de Frank Cassenti

- 1973: L'An 01 de Jacques Doillon

- 1975: Une fille unique de Philippe Nahoun: Simone

- 1976: Le Locataire de Roman Polanski: La empleada de oficina

- 1977: Solveig et le violon turc de Jean-Jacques Grand-Jouan

- 1977: Les Petits Câlins de Jean-Marie Poiré: Corinne

- 1977: L'Animal de Claude Zidi: La chica del supermercado

- 1977: Monsieur Papa de Philippe Monnier.

- 1977: Nous irons tous au paradis de Yves Robert: Josy

- 1977: Dites-lui que je l'aime de Claude Miller: Nadine

- 1978: La Coccinelle à Monte-Carlo de Vincent McEveety.

- 1978: Si vous n'aimez pas ça, n'en dégoûtez pas les autres de Raymond Lewin: Como ella misma

- 1978: La Tortue sur le dos de Luc Béraud.

- 1978: Pauline et l'ordinateur de Francis Fehr: Pauline

- 1978: Les Bronzés de Patrice Leconte: Nathalie

- 1979: Les 400 coups de Virginie de Bernard Queysanne: Emma-Ammé (telefilm)

- 1979: Les héros n'ont pas froid aux oreilles de Charles Nemes: La cliente endommagée

- 1979: Les Bronzés font du ski de Patrice Leconte: Nathalie

- 1981: Clara et les chics types de Jacques Monnet: Louise

- 1981: Les Hommes préfèrent les grosses de Jean-Marie Poiré: Lydie Langlois

- 1981: Le Maître d'école de Claude Berri: Mlle Lajoie

- 1982: Hôtel des Amériques de André Téchiné: Colette

- 1982: Le Père Noël est une ordure de Jean-Marie Poiré (no ha actuado en la obra del mismo título): Madame Musquin

- 1983: Papy fait de la résistance de Jean-Marie Poiré: La farmacéutica

- 1983: Signes extérieurs de richesse de Jacques Monnet: Béatrice Flamand

- 1984: P'tit con de Gérard Lauzier: Rolande

- 1984: La Smala de Jean-Loup Hubert: Simone

- 1984: La Vengeance du serpent à plumes de Gérard Oury: Jackie

- 1985: Sac de nœuds de Josiane Balasko: Anita

- 1985: Tranches de vie de François Leterrier: La parisina

- 1986: Nuit d'ivresse de Bernard Nauer: Fred

- 1986: Les Frères Pétard de Hervé Palud: Aline

- 1987: Les Keufs de Josiane Balasko: Inspectora Mireille Molineux

- 1988: Sans peur et sans reproche de Gérard Jugnot: una sirvienta

- 1989: Une nuit à l'Assemblée nationale de Jean-Pierre Mocky: La periodista

- 1989: Trop belle pour toi de Bertrand Blier: Colette Chevassu

- 1991: Les Secrets professionnels du Dr Apfelglück de Alessandro Capone, Stéphane Clavier et Mathias Ledoux: la científica

- 1991: Ma vie est un enfer de Josiane Balasko: Léah Lemonier

- 1993: L'Ombre du doute de Aline Issermann: Sophia

- 1993: Tout le monde n'a pas eu la chance d'avoir des parents communistes de Jean-Jacques Zilbermann: Irène

- 1994: Grosse fatigue de Michel Blanc: Como ella misma

- 1995: Felpudo maldito de Josiane Balasko: Marijo

- 1997: Didier de Alain Chabat: Madame Mozart

- 1997: Arlette de Claude Zidi: Arlette Bathiat

- 1998: Un grand cri d'amour de Josiane Balasko: Gigi Ortega

- 1999: Le Fils du Français de Gérard Lauzier: Suzanne

- 2000: Le Libertin de Gabriel Aghion: Baronesa d'Holbach

- 2000: Les Acteurs de Bertrand Blier: André Dussollier 2

- 2000: Chicken Run de Peter Lord et Nick Park: La voz de Bernadette

- 2001: Un crime au paradis de Jean Becker: Lucienne "Lulu" Braconnier

- 2001: Absolument fabuleux de Gabriel Aghion: Edith "Eddie" Mousson

- 2002: Le Raid de Djamel Bensalah: Madame Jo

- 2003: Cette femme-là de Guillaume Nicloux: Michèle Varin

- 2004: Madame Édouard de Nadine Monfils: Nina Tchitchi

- 2005: L'Ex-femme de ma vie de Josiane Balasko: Marie-Pierre

- 2005: J'ai vu tuer Ben Barka de Serge Le Péron: Marguerite Duras

- 2005: La vie est à nous ! de Gérard Krawczyk: Blanche Delhomme

- 2006: Les Bronzés 3 - Amis pour la vie de Patrice Leconte: Nathalie Morin

- 2007: L'Auberge rouge de Gérard Krawczyk: Rose Martin

- 2007: La Clef de Guillaume Nicloux: Michèle Varin

- 2008: Musée haut, musée bas de Jean-Michel Ribes: La madre en Chanel

- 2008: Cliente (película) de Josiane Balasko: Irène

- 2009: Bancs publics (Versailles Rive-Droite) de Bruno Podalydès: Solange Renivelle

- 2009: Le Hérisson de Mona Achache: Renée

- 2009: Ruby Blue de Jan Dunn: Stéphanie

- 2009: Neuilly sa mère !: La directora del colegio privado.

- 2010: Holiday (película, 2010) de Guillaume Nicloux.
- 2018: Grâce à Dieu de François Ozon

Televisión
- 2008: Françoise Dolto, le désir de vivre de Serge Le Péron. ;Como directora

- 1985: Sac de nœuds

- 1987: Les Keufs

- 1991: Ma vie est un enfer

- 1995: Gazon maudit

- 1998: Un grand cri d'amour

- 2005: L'Ex-femme de ma vie

- 2008: Cliente (película)

## Teatro
- 1970: La pipelette ne pipa pas.

- 1971: Quand j'srai grande, j'srai paranoïaque puesta en escena de Josiane Balasko.

- 1972: Ginette Lacaze puesta en escena de Coluche.

- 1972: Pot de terre contre pot de vin.

- 1975: Silence là-dedans con J.M. Villessot (el padre), Teatro Mouffetard después invitados por la TNA a la sala Atlas en Argel y Gardaïa), (la hija).

- 1976: La pipelette ne pipa pas

- 1976: Le pot de terre contre le pot de vin del Splendid, Teatro del Splendid.

- 1977: Amour, coquillages et crustacés del Splendid, Teatro del Splendid.

- 1980: Le Père Noël est une ordure[3] del Splendid, Teatro del Splendid.

- 1982: Bunny's bar[4] de y puesta en escena por Josiane Balasko, con Michel Blanc, Valérie Mairesse.

- 1985: Nuit d'ivresse[5] de y puesta en escena por Josiane Balasko, con Michel Blanc, Teatro del Splendid Saint-Martin, (vuelta a representar en 2002 en el Teatro de la Renaissance con Michèle Bernier y Francis Huster).

- 1989: L'Ex-femme de ma vie[6] de y puesta en escena por Josiane Balasko, con Richard Berry, Teatro del Gymnase, (creado en 1988 en el Teatro del Splendid Saint-Martin con Jane Birkin y Thierry Lhermitte).

- 1996: Un grand cri d'amour[7] de y puesta en escena por Josiane Balasko, con Richard Berry, Teatro de la Michodière (vuelta a representar en 1997).

- 2006: Dernier rappel[8] de y puesta en escena por Josiane Balasko, con Cartouche, Marius Colucci, Georges Aguilar,Jacky Nercessian Teatro de la Renaissance.

- 2009: Tout le monde aime Juliette de y puesta en escena por Josiane Balasko, con Marilou Berry, David Rousseau, Lannick Gautry, Jacky Nercessian, Teatro del Splendid Saint-Martin.

## Escritora
- 2004: Cliente:[9] un artesano casado, obrero de la construcción, se convierte en gigolo de mujeres que tienen sobre 50 años; su objetivo es ayudar a su esposa.

- 2006: Parano express:[10] historia de Antoine, treintañero, con una vida normal, bien en todos los sentidos. Su vida cambia cuando una vieja sorda y muda le predice una castátrofe. Josiane Balasko nos lleva a una hilarante ronda infernal, pero el destino le reserva a veces buenas sorpresas, el final será feliz.

## Premios y nominaciones
- 1990 Nominación al César a la mejor actriz por Trop belle pour toi.
- 1994 Nominación al César a la mejor actriz por Tout le monde n'a pas eu la chance d'avoir des parents communistes.
- 1996 Nominación al César a la mejor película y al César al mejor director por Gazon maudit.
- 1996 César al mejor guion original o adaptación por Gazon maudit.
- 2000 César honorífico
- 2004 Nominación al César a la mejor actriz por Cette femme-là.